# La grande bellezza

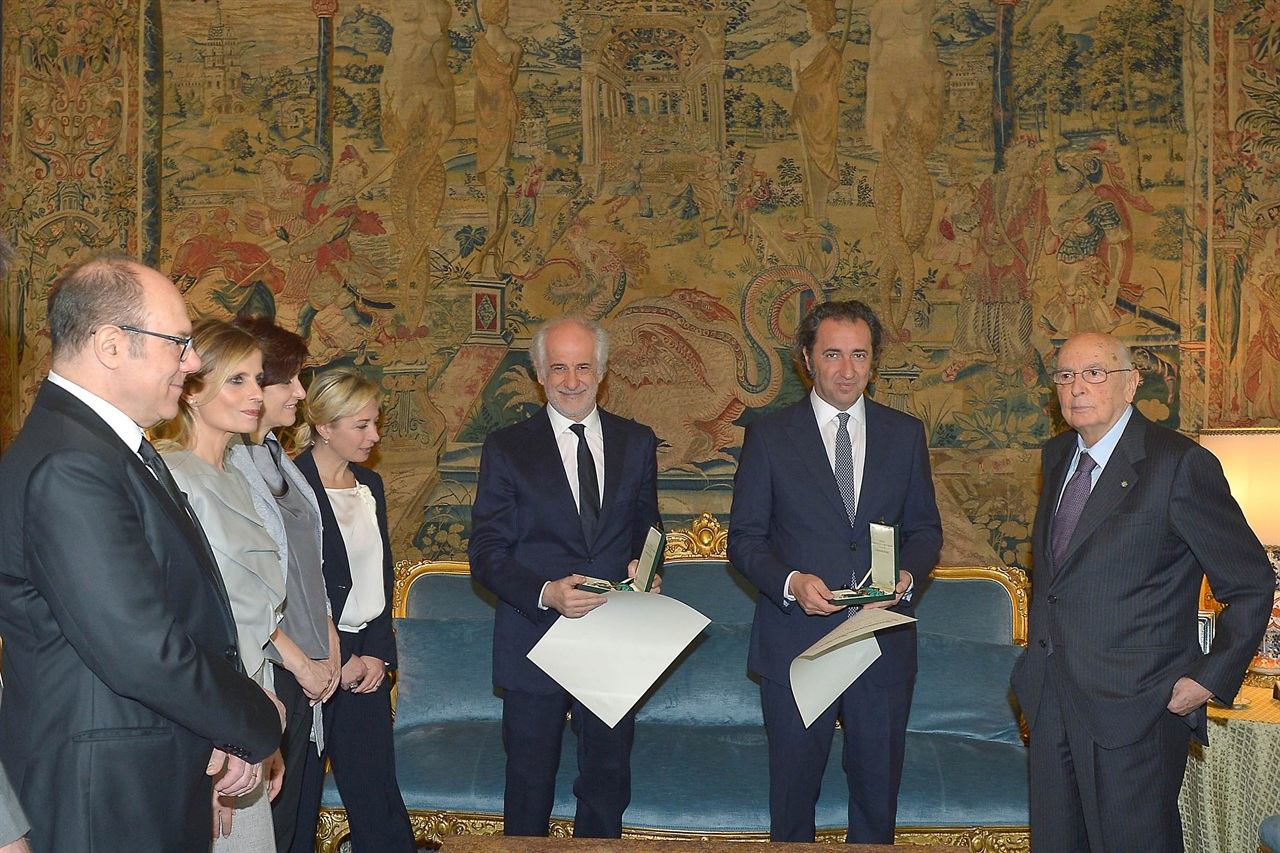
Cast van La grande bellezza

La grande bellezza ('de grote schoonheid') is een Italiaanse dramafilm uit 2013 onder regie van Paolo Sorrentino. De film oogstte alom lovende kritieken en is overladen met prijzen. La grande bellezza werd onderscheiden met de Oscar voor beste niet-Engelstalige film, de Golden Globe voor beste buitenlandse film, de BAFTA voor beste anderstalige film en verkozen tot beste film bij de 26e Europese Filmprijzen.

## Verhaal
La grande bellezza wordt gezien als een ode aan La dolce vita, een film uit 1960 van de Italiaanse regisseur Federico Fellini over het decadente 'zoete leven' van de Romeinse jaren zestig. 
De hoofdpersoon van La grande bellezza is Jep Gambardella, een 65-jarige journalist die in zijn jonge jaren een bekroonde roman schreef. Na dit vroege succes dompelde Gambardella zich onder in het mondaine nachtleven van Rome en schreef hij nooit meer een tweede roman. In de film raakt de hoofdpersoon gedesillusioneerd over de holle pretenties en lege seks in zijn omgeving en treurt hij over de gemiste kansen in zijn leven, zoals zijn verloren jeugdliefde. Gambardella besluit zijn leven een nieuwe wending te geven en op zoek te gaan naar de eigenlijke zin en schoonheid van het leven.
Behalve een ontmaskering van de decadente beau monde van Rome is La grande bellezza ook een eerbetoon aan de eeuwige schoonheid van de stad. 
Muzikaal gezien gaat de film van het ene uiterste naar het andere, van de serene religieuze muziek van Arvo Pärt tot een techno-versie van het hitsige disconummer A far l'amore comincia tu van Raffaella Carrà op Jep Gambardella's feestje.

## Rolverdeling
- Toni Servillo: Jep Gambardella
- Carlo Verdone: Romano
- Sabrina Ferilli: Ramona
- Carlo Buccirosso: Lello Cava
- Iaia Forte: Trumeau
- Pamela Villoresi: Viola
- Galatea Ranzi: Stefania
- Franco Graziosi: Graaf Colonna
- Sonia Gessner: Gravin Colonna
- Giorgio Pasotti: Stefano
- Luca Marinelli: Andrea
- Massimo Popolizio: Alfio Bracco
- Serena Grandi: Lorena
- Ivan Franek: Ron Sweet
- Roberto Herlitzka: Kardinaal Bellucci
- Isabella Ferrari: Orietta
- Fanny Ardant: Zichzelf
- Antonello Venditti: Zichzelf

## Prijzen en nominaties
Een selectie:
| Jaar | Prijs                 | Categorie                   | Genomineerde       | Resultaat |
| ---- | --------------------- | --------------------------- | ------------------ | --------- |
| 2013 | Tallinn (17de editie) | Gouden Wolf voor beste film | La grande bellezza | Gewonnen  |